# Пунта-Ла-Мармора
Пунта-Ла-Мармора (итал. Punta-La-Marmora, сард. Perda Crapìas), также просто Ла-Мармора (итал. La-Marmora) — гора, расположенная в горном массиве Дженнардженту на острове Сардиния (Италия).

## Происхождение названия
Вершина названа в честь генерала и ученого Альберто Ферреро делла Мармора, описавшего остров в двух научно-литературных произведениях. Название горы на сардинском языке — Perda Crapìas, означающее «расколотые, треснувшие камни», появилось из-за сланцевой природы ее скал, которые имеют тенденцию к разрушению.

## География

### Расположение
Горная вершина расположена в коммунах Дезуло и Арцана, в провинции Нуоро, в горном регионе Барбаджа. Пунта-Ла-Мармора имеет высоту в 1834 метра, являясь самой высокой точкой Сардинии.

### Описание
Породы, образующие гору, преимущественно сланцевые, имеют метаморфическую природу и относятся к палеозойской эре.
Вершина округлая и голая, но склоны частично покрыты определенной травянистой и кустарниковой растительностью.  На западной стороне растет небольшой лесок ягодных тисов (Taxus baccata).
В ясные дни с вершины открывается вид на большую часть береговой линии. Можно также увидеть горы южной Корсики, холмы Кальяри и  моря, окружающие остров.

## Климат
В течение зимнего сезона часто бывают снегопады, в среднем снежный пласт достигает более двух метров. Январь и февраль — это месяцы, когда выпадает больше всего снега; стойкость снежного покрова всегда примечательна. Зимние и весенние снегопады иногда создают снежные поля, которые сохраняются до конца июня. Ветры, дующие на вершине, в основном сильные, с порывами более 100 км/ч.

## Флора и фауна
Особенность климата позволила выжить типичной горной флоре. Наиболее распространенный вид — можжевельник лежачий, часто растущий вместе с ясколкой, тимьяном, сардинско-корсиканской фиалкой и высоким райграсом. В ветреных районах встречаются также мятлик сплюснутый, трищетинник, овсяница и коротконожка перистая. Среди скал растут такие виды, как сардинско-корсиканская камнеломка, пазник, мятлик дубравный, гвоздика верная, аренария, костенец северный и лапчатка.
Фауна представлена беркутом и муфлоном, которые обитают в этих горах.